# Роберт Девідсон
Роберт Девідсон (англ. Robert Davidson; 18 квітня 1804, Абердин, Шотландія — 16 листопада 1894, Абердин, Шотландія) — шотландський хімік і винахідник. Збудував перший електромобіль (1837 року) і перший локомотив на електричній тязі (1842 року).

## Біографія
Роберт Девідсон народився 18 квітня 1804 року у місті Абердині, що на північному сході Шотландії. Тут він навчався у школі і протягом 1819—1821 років — у місцевому Марішал-коледжі. У Абердині Девідсон провів більшу частину свого життя.
Девідсон зацікавився електрикою. 1837 року він зібрав гальванічні елементи і електродвигун власної конструкції. Цього ж року він збудував перший електромобіль (за деякими даними — електричний локомотив). 1840 року Девідсон за сприяння Королівського шотландського товариства мистецтв відкрив у Абердині виставку, на якій було виставлено збудовану ним модель першого в історії залізничного локомотива на електричній тязі з живленням від гальванічних елементів, що міг перевозити двох людей. На виставці також були виставлені кілька різноманітних машин, що приводилися в дію від електричних батарей — невеличкий токарний верстат, невеличкий друкарський верстат і електромагніт, що міг підіймати 2 т вантажу. В 1841 році Девідсон провів виставку у Единбурзі, де її поміж інших відвідав тоді ще 10-річний Джеймс Клерк Максвелл. 1842 року виставку було проведено у Лондоні. У Лондоні було виставлено новий, більший, варіант електричного локомотива, названий Девідсоном «Гальвані» (англ. "Galvani") — на честь Луїджі Гальвані. Він був 4,8 м завдовжки і важив 6 тонн.
У вересні 1842 року локомотив «Гальвані» було випробувано на залізничній лінії Единбург — Глазго. Локомотив рухався зі швидкістю 4 милі/год (6,4 км/год). Однак, Девідсону не вдалося знайти спонсорів для серійного випуску своїх електролокомотивів. Крім того, хтось розбив його «Гальвані». Припускається, що це зробили залізничники, побоюючись можливості витіснення паровозів, на яких вони працювали, електролокомотивами. Винахід Девідсона не мав комерційного успіху через одноразові батареї, які коштували значно дорожче ніж паливо для паровозів.